# Jacques Lusseyran
Jacques Lusseyran (Párizs, 1924. szeptember 19. – Ancenis, Loire-Atlantique, 1971. július 27.) francia író, filozófus, egyetemi tanár, ellenálló.

## Életrajza
Hét és fél éves korában egy balesetben elveszítette a szeme világát. Érzékelése innentől fogva különleges kifinomultságra tett szert. A náci Németország által megszállt Franciaországban ifjúsági ellenállási mozgalmat szervezett és vezetett. 19 évesen elfogták, börtönbe zárták, majd buchenwaldi koncentrációs táborba deportálták. Másfél évi internálás után a nagyon kevés túlélő egyikeként hagyta el a tábort.
Későbbi életéről kevés adat tanúskodik. Az állami nagyvizsgát nem tudta letenni, mert még érvényben volt a Vichy-kormány által hozott rendelet, amely szerint sérült, fogyatékkal élő, illetve vak személyek nem vállalhatnak köztisztviselői-tanári állást. Hiába volt azon kevesek egyike, akik az École supérieure-be nyertek felvételt – ahova csak a legkiválóbb képességekkel rendelkezők –, a háború után csak lektorként tudott elhelyezkedni, előbb a Szövetség Franciaországért szervezetnél Görögországban, később Franciaországban. Később megkapta Az ellenállás keresztje állami kitüntetést.
Feleségül vette Jacqueline Pardont, aki szintén az ellenállási mozgalom egyik kiemelkedő alakja volt. Három gyermekük született: Jean-Marc, Claire és Catherine. Lusseyran később elvált feleségétől és elvette Jacqueline Hospitelt. Ebből a házasságából született Olivier nevű fia. Ezután családjával együtt az Egyesült Államokba költözött, miután elfogadott egy vendégprofesszori meghívást a virginiai Hollins College-ban. A későbbi évek során több amerikai egyetemre is hívták, s ő örömmel tett eleget a meghívásoknak. Több könyve is megjelent, melyekben az életről, a szeretetről, a vakságról, az élet egyéb jelenségeiről szóló gondolatait tette közzé. Önéletírása, melyben élete első 20 évéről mesél, És lőn újra világosság címmel látott napvilágot.
Második házassága is válással végződött. Amerikában ismerte meg harmadik feleségét, Marie Tony Bergert. Néhány szép év következett, boldog férj volt és ünnepelt, híres előadója Amerika és Európa számos egyetemének.
Egyre szorosabb szálak fűzték a Rudolf Steiner által inspirált antropozófiai mozgalomhoz. Dornachba (az antropozófia fellegvárába) is meghívták előadónak. 1971-ben, 47 évesen egy bázeli bemutatkozó előadásra tartott, amikot autószerencsétlenségben életét veszítette, harmadik feleségével együtt.

## Írásai
- Et la lumière fut (1953)
- Le Silence des hommes (1954)
- Le monde commence aujourd’hui (1959)
- Georges Saint-Bonnet, maître de joie (1964)
- Ce que l'on voit sans les yeux (1977)
- Conversation amoureuse, Les Trois Arches (1990)
- La Lumière dans les ténèbres (2002)

## Magyarul megjelent művei
- Az élet ma kezdődik. Egy vak emlékei és találkozásai; ford. Hevesi Mihály; Szépnap könyvek, Szeged, 2003. ISBN 963-430-186-X[2]
- És lőn újra világosság; ford. Hevesi Mihály; Szépnap könyvek, Szeged, 2005. ISBN 963-218-890-X[3]